# یانوروسوو
یانوروسوو (انگلیسی: Yanurusovo) یک شهرک در شهرستان ایشیمبایسکی استان باشقیرستان کشور روسیه است.